# Nissan Caravan
Nissan Caravan / Nissan Urvan (c 2012 года Nissan NV350) — серия японских малотоннажных развозных коммерческих автомобилей и микроавтобусов, выпускаемых компанией Nissan с 1973 года.

## Первое поколение

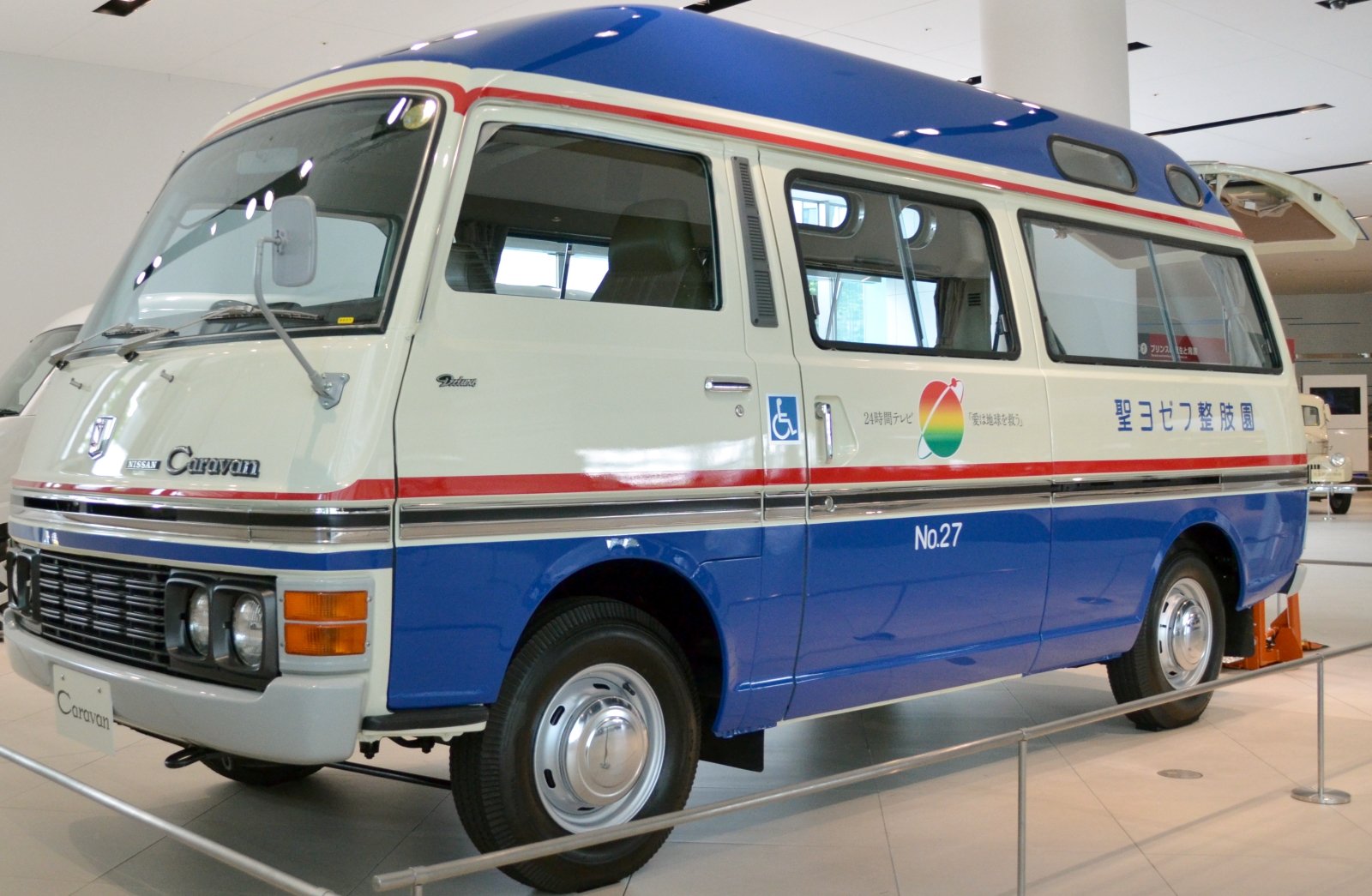

Первое поколение (1973—1980) выпускалось под индексами E20, E21 и E22. Вместимость микроавтобуса не превышала 10 мест. Сам автомобиль оснащался 1,5 — и 2,0-литровыми бензиновыми двигателями, а также 2,2-литровым дизельным двигателем. В августе 1980 года на смену пришло второе поколение под индексом E23.

## Второе поколение

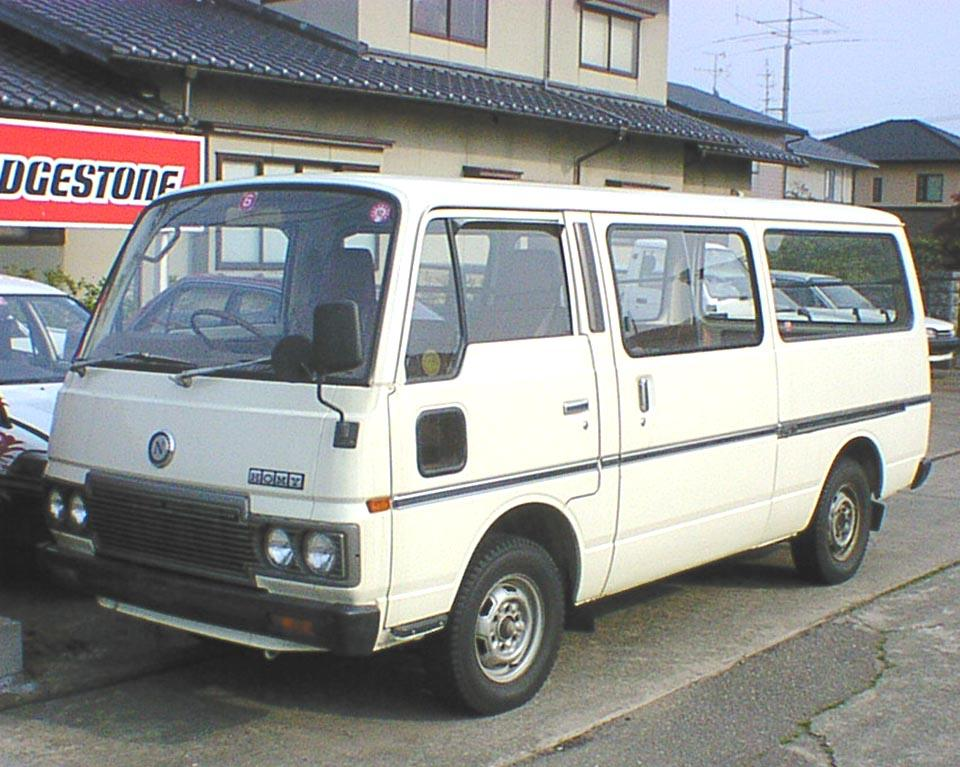

Второе поколение (1980—1986) выпускалось под индексом E23. В мае 1982 и в апреле 1983 года модель получила фейслифтинг, причём модели SGL и GL были укомплектованы квадратными фарами. В январе 1985 года в семейство входили микроавтобусы вместимостью до 6—9 пассажиров. В сентябре 1986 года на смену пришло третье поколение под индексом E24.

## Третье поколение

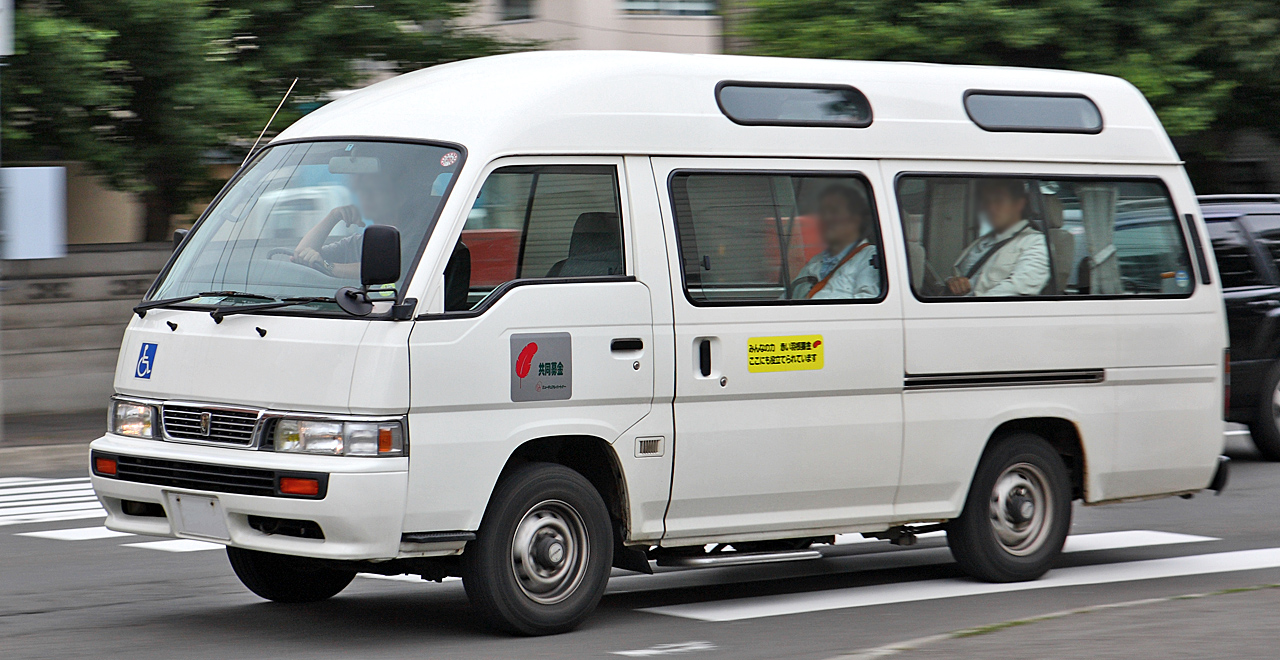

Третье поколение (1986—2001) производилось под индексом E24, причём в 1990 и 1995 годах модели были значительно отреставрированы. В Китае модели производились компанией First Automotive Works под названием FAW Jiefang CA 6440.

## Четвёртое поколение

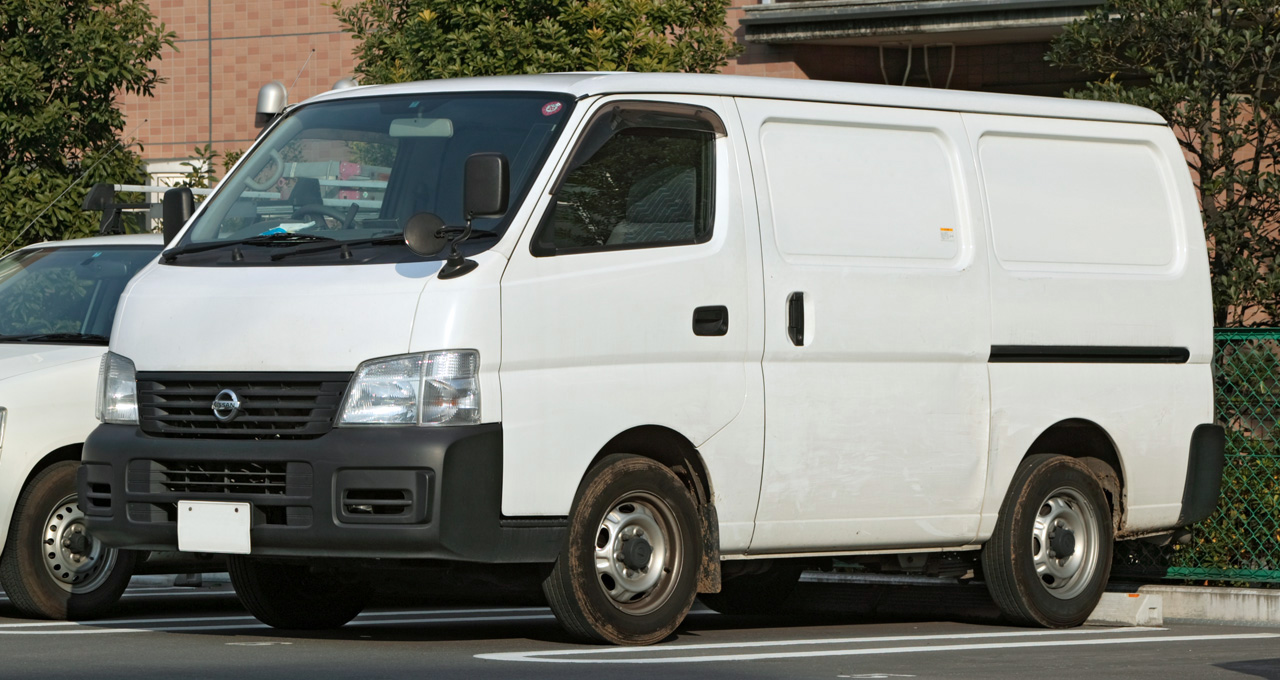

Четвёртое поколение производилось в 2001—2012 годах под индексом E25. На заводе Isuzu его производили под названием Isuzu Como для замены Isuzu Fargo.

## Пятое поколение

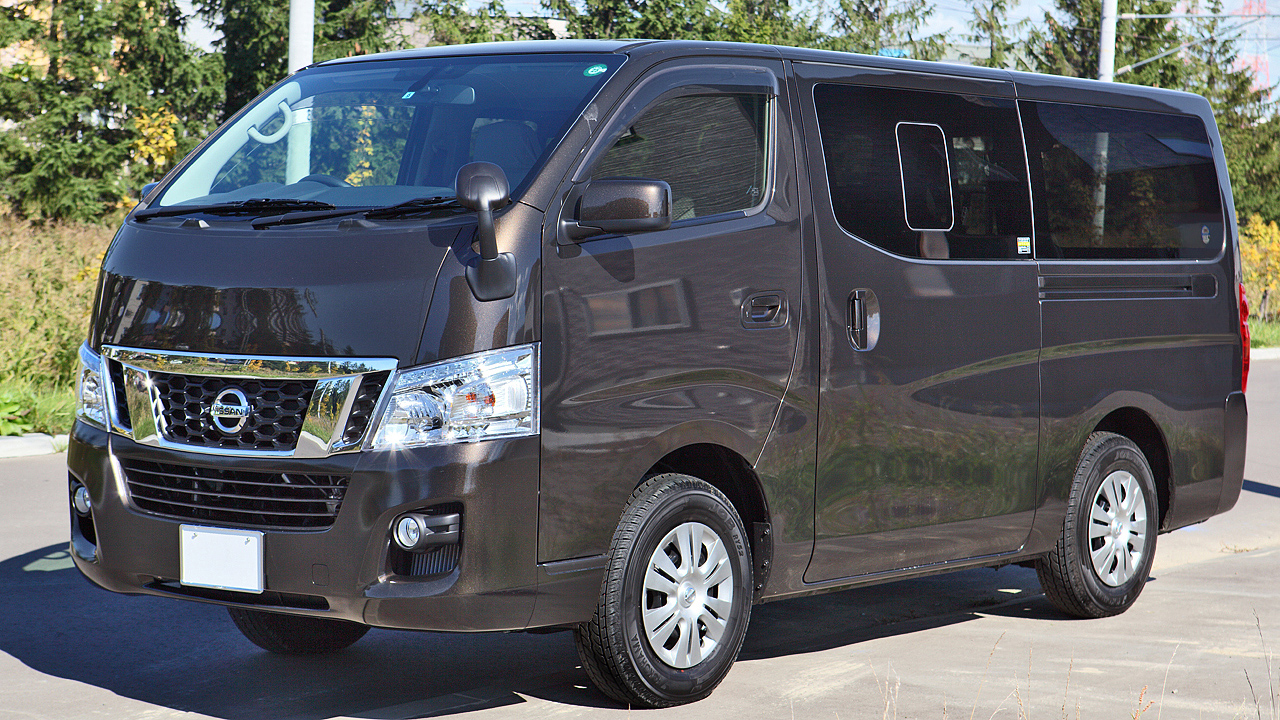

Современная версия Nissan Caravan производится с 2012 года под индексом NV350 Caravan. На Филиппинах производится с 2015 года под индексом NV350 Urvan. В 2021 году был проведён фейслифтинг.